# Никольский храм (Гришово)
Никольский храм — недействующий православный храм в селе Гришово Бабынинского района Калужской области.

## История
Первый храм в Гришово был построен в 1662 году деревянным. В «Описаниях и алфавитах к Калужскому атласу» (1782) содержатся следующие сведения о нём: «Перемышльский уезд. Погост Людемской и писцовая церковная земля священно- и церковнослужителей. Домов нет. Жителей нет. На правом берегу речки Большой Березуй, церковь деревянная Спаса Нерукотворенного образа…»
В 1769 году на его месте помещиком Щербачевым был построен каменный одноглавый храм в честь святителя Николая, с трехчастной апсидой. Основная часть — четверик переходящий в восьмерик. С запада к храму примыкала трапезная часть с колокольней.
Престолов было три: в настоящем храме — во имя Святителя Николая, в южном приделе — во имя Одигитриевской Божией Матери, в северном — во имя Успения Богородицы. В XIX веке здание было значительно перестроено. Приход на 1915 году состоял из села Гришово и деревень Сычево, Волконское, Машкино, Матово, Лунино, Бахтинск, Тимофеевское, Курочкино, Мячково, Староселье, Плюсково, Городниково.
Славился Никольский храм и хранившейся в нём чудотворной иконой Божией Матери Одигитрии. По преданию, она была явлена недалеко от сельца Куракина Людемского прихода. Помещик этого сельца вместе с крестьянами пытались перенести её в храм, но она каждый раз являлась на прежнем месте, в лесу, у болота, около большой Мещовской дороги. Тогда на этом месте построили часовню, в которую и поставили икону. Часовню нередко грабили. Помещица Каверина на свои средства устроила при Никольской церкви села Людемска придел во имя Божией Матери Одигитрии и украсила чудотворную икону сребропозлащенной ризой. По сообщениям причта, некоторые больные, обращавшиеся в молитвах к Пречистой Богородице пред её иконой, получали исцеление от мучивших их болезней. Эта икона почиталась и в других приходах.
В 1932 году храм был закрыт и использовался местным колхозом. К 1962 году здание храма пришло в аварийное состояние и, согласно «Отчету о недействующих зданиях церквей…» Полномочного Совета по делам религий при СМ СССР по Калужской области, подлежало «сносу из-за ветхости здания». В настоящее время колокольня полностью утрачена, в трапезной части обвалились своды и разрушена западная стена.